# Mezinárodní výměna vězňů (2024)
Největší mezinárodní výměna vězňů od konce studené války v roce 1991 proběhla dne 1. srpna 2024. Bylo při ní propuštěno 26 lidí. Rusko a Bělorusko propustily 16 zadržených, zatímco Spojené státy, Německo, Polsko, Slovinsko a Norsko propustily 8 zadržených a dva nezletilé. 
K výměně zajatců došlo na letišti Ankara Esenboğa v Turecku. Deset vězňů bylo převezeno do Ruska, třináct do Německa a tři do USA.

## Výměna vězňů
Americká viceprezidentka Kamala Harrisová se během mnichovské bezpečnostní konference v únoru 2024 setkala s německým kancléřem Olafem Scholzem a slovinským premiérem Robertem Golobem, aby s nimi prodiskutovala vyjednávání ohledně výměny. Během cesty Scholze do Washingtonu v únoru 2024 začala německá a americká vláda pracovat na vyjednání dohody, která by zahrnovala osvobození ruského opozičního vůdce Alexeje Navalného. Výměna se připravovala víc než rok a původně se počítalo s tím, že Navalnyj bude jednou z jejích hlavních postav. Po jeho smrti dne 16. února – vysvětlované jeho spojenci jako zabití, které mělo zabránit jeho výměně – zahrnul návrh další vězně.

## Seznam propuštěných
Bylo propuštěno 26 osob, včetně dvou nezletilých, o kterých se předpokládá, že jsou dětmi dvou ruských špionů ve Slovinsku.

### Propuštění z Ruska

#### Občané USA
- Evan Gershkovich – americký novinář, v Rusku odsouzený za špionáž k 16 letům vězení
- Paul Whelan – bývalý příslušník americké námořní pěchoty, odsouzený v Rusku za špionáž k 16 letům vězení
- Alsu Kurmaševová – rusko-americká novinářka, pracující pro Rádio Svobodná Evropa, v Rusku odsouzená na 6,5 roku

#### Ruští političtí vězni
- Vladimir Kara-Murza – opoziční politik, kritik prezidenta Vladimira Putina, spolupracovník zavražděného opozičníka Borise Němcova, v roce 2023 odsouzený ke 25 letům vězení
- Ilja Jašin – opoziční politik, kritik prezidenta Putina, spolupracovník zavražděného opozičníka Borise Němcova
- Andrej Pivovarov – ruský opoziční politik, odsouzený ke 4 rokům vězení
- Oleg Orlov – ochránce lidských práv ze sdružení Memorial
- Alexandra Skočilenková – umělkyně, která protestovala proti ruské invazi na Ukrajinu
- Lilia Čanyševová – spolupracovnice Alexeje Navalného
- Xenija Fadějevová – spolupracovnice Alexeje Navalného
- Vadim Ostanin – spolupracovník Alexeje Navalného

#### Občané Německa
- Demuri/Dieter Voronin
- Kevin Lick – rusko-německý občan, nejmladší obviněný z velezrady v moderní ruské historii[10]
- Rico Krieger
- Patrik Schoebel
- Herman Moyzhes

### Propuštění z USA, Německa, Slovinska, Norska

#### Občané Ruska
- Vadim Krasikov (propuštěn z Německa) – důstojník ruské tajné služby FSB, který si odpykával doživotí za vraždu Zelimchana Changošviliho spáchanou v roce 2019 v Berlíně[3]
- Arťom a Anna Dulcevovi  (propuštěni ze Slovinska) – agenti, kteří ve Slovinsku sbírali informace pro ruskou vládu[4]
- Michail Misušin (propuštěn z Norska)
- Roman Selezněv (propuštěn z USA)
- Vladislav Kljušin (propuštěn z USA) – v americkém vězení si odpykával trest za machinace s cennými papíry[4]
- Vadim Konoščenok (propuštěn z USA)

#### Rusko-španělští státní příslušníci
- Pavel Rubcov (Pablo González Yagüe) (propuštěn z Norska) – rusko-španělský novinář, v roce 2022 zatčený v Polsku a později coby agent GRU obviněný ze špionáže pro Rusko[11]